# Campeonato colombiano 2001
El Campeonato colombiano 2001 fue la 54a edición de la Categoría Primera A de fútbol profesional colombiano. Comenzó el sábado 10 de febrero y finalizó el miércoles 19 de diciembre. 
Fue la última temporada en la historia que se disputó con un solo campeón anual, luego de 53 años.

## Cobertura por televisión
Entre febrero y septiembre no se transmitió ningún partido por televisión tanto abierta como cerrada, ya que la Dimayor no llegó a ningún acuerdo con los canales privados Caracol y RCN ni con la cableoperadora Sky, sin embargo a finales de septiembre las cableoperadoras Sky, TV Cable y el canal Fox Sports en Español (Para los Estados Unidos) llegan a un acuerdo y se les otorga los derechos de transmisión del campeonato a partir de octubre, incluyendo los cuadrangulares semifinales y la final.

## Sistema de juego
En los torneos Apertura y Finalización se dividieron los 16 equipos en dos octogonales, disputándose siete fechas. Posteriormente se llevaron a cabo 15 fechas bajo el sistema de todos contra todos. En el segundo semestre, los ocho primeros clasificados avanzan a los cuadrangulares semifinales. Allí los ocho equipos se dividen en dos grupos (A, pares y B impares). Los ganadores de cada grupo se enfrentan en junio para decidir al campeón del torneo que, junto a los ganadores del Torneo Apertura y Finalización, obtendrán un cupo en la fase de grupos de la Copa Libertadores 2002.

## Equipos participantes

### Relevo anual de clubes
| Ascendido a la Primera A                         |
| ------------------------------------------------ |
| Deportivo Pereira (Campeón de la Primera B 2000) |

| Descendido a la Primera B                                  |
| ---------------------------------------------------------- |
| Deportes Quindío (Peor promedio acumulado en la Primera A) |

### Datos de los clubes
| Equipo                 | Ciudad              | Estadio                        |
| ---------------------- | ------------------- | ------------------------------ |
| América de Cali        | Cali                | Olímpico Pascual Guerrero      |
| Atlético Bucaramanga   | Bucaramanga         | Alfonso López                  |
| Atlético Huila         | Neiva               | Guillermo Plazas Alcid         |
| Atlético Nacional      | Medellín            | Atanasio Girardot              |
| Cortuluá               | Tuluá               | Doce de Octubre                |
| Deportes Tolima        | Ibagué              | Manuel Murillo Toro            |
| Deportivo Cali         | Cali                | Olímpico Pascual Guerrero      |
| Deportivo Pasto        | Pasto               | Departamental Libertad         |
| Deportivo Pereira      | Pereira             | Hernán Ramírez Villegas        |
| Envigado F. C.         | Envigado            | Polideportivo Sur              |
| Independiente Medellín | Medellín            | Atanasio Girardot              |
| Junior                 | Barranquilla        | Metropolitano Roberto Meléndez |
| Millonarios            | Bogotá              | Nemesio Camacho El Campín      |
| Once Caldas            | Manizales           | Estadio Palogrande             |
| Real Cartagena         | Cartagena de Indias | Pedro de Heredia               |
| Santa Fe               | Bogotá              | Nemesio Camacho El Campín      |

### Localización
| Antioquia       | 3 | Atlético Nacional, Envigado F. C. e Independiente Medellín | Nacional Envigado F. C. DIM Millonarios Santa Fe Caldas Pereira Cortuluá América Cali Bucaramanga Tolima Junior Cartagena Huila Pasto |
| Valle del Cauca | 3 | América de Cali, Cortuluá y Deportivo Cali                 | Nacional Envigado F. C. DIM Millonarios Santa Fe Caldas Pereira Cortuluá América Cali Bucaramanga Tolima Junior Cartagena Huila Pasto |
| Bogotá, D. C.   | 2 | Millonarios y Santa Fe                                     | Nacional Envigado F. C. DIM Millonarios Santa Fe Caldas Pereira Cortuluá América Cali Bucaramanga Tolima Junior Cartagena Huila Pasto |
| Atlántico       | 1 | Junior                                                     | Nacional Envigado F. C. DIM Millonarios Santa Fe Caldas Pereira Cortuluá América Cali Bucaramanga Tolima Junior Cartagena Huila Pasto |
| Bolívar         | 1 | Real Cartagena                                             | Nacional Envigado F. C. DIM Millonarios Santa Fe Caldas Pereira Cortuluá América Cali Bucaramanga Tolima Junior Cartagena Huila Pasto |
| Caldas          | 1 | Once Caldas                                                | Nacional Envigado F. C. DIM Millonarios Santa Fe Caldas Pereira Cortuluá América Cali Bucaramanga Tolima Junior Cartagena Huila Pasto |
| Huila           | 1 | Atlético Huila                                             | Nacional Envigado F. C. DIM Millonarios Santa Fe Caldas Pereira Cortuluá América Cali Bucaramanga Tolima Junior Cartagena Huila Pasto |
| Nariño          | 1 | Deportivo Pasto                                            | Nacional Envigado F. C. DIM Millonarios Santa Fe Caldas Pereira Cortuluá América Cali Bucaramanga Tolima Junior Cartagena Huila Pasto |
| Risaralda       | 1 | Deportivo Pereira                                          | Nacional Envigado F. C. DIM Millonarios Santa Fe Caldas Pereira Cortuluá América Cali Bucaramanga Tolima Junior Cartagena Huila Pasto |
| Santander       | 1 | Atlético Bucaramanga                                       | Nacional Envigado F. C. DIM Millonarios Santa Fe Caldas Pereira Cortuluá América Cali Bucaramanga Tolima Junior Cartagena Huila Pasto |
| Tolima          | 1 | Deportes Tolima                                            | Nacional Envigado F. C. DIM Millonarios Santa Fe Caldas Pereira Cortuluá América Cali Bucaramanga Tolima Junior Cartagena Huila Pasto |

## Torneo Apertura
| Pos | Equipo                 | Pts | PJ | PG | PE | PP | GF | GC | Dif |
| --- | ---------------------- | --- | -- | -- | -- | -- | -- | -- | --- |
| 1.  | Cortuluá               | 42  | 22 | 12 | 6  | 4  | 30 | 19 | 11  |
| 2.  | Deportivo Cali         | 38  | 22 | 11 | 5  | 6  | 31 | 21 | 10  |
| 3.  | Once Caldas            | 38  | 22 | 11 | 5  | 6  | 35 | 27 | 8   |
| 4.  | Deportes Tolima        | 36  | 22 | 11 | 3  | 8  | 34 | 28 | 6   |
| 5.  | Independiente Medellín | 34  | 22 | 9  | 7  | 6  | 40 | 25 | 15  |
| 6.  | Independiente Santa Fe | 34  | 22 | 9  | 7  | 6  | 28 | 23 | 5   |
| 7.  | América de Cali        | 33  | 22 | 10 | 3  | 9  | 37 | 39 | -2  |
| 8.  | Junior de Barranquilla | 31  | 22 | 8  | 7  | 7  | 22 | 23 | -1  |
| 9.  | Millonarios            | 28  | 22 | 8  | 4  | 10 | 29 | 23 | 6   |
| 10. | Envigado F. C.         | 28  | 22 | 7  | 7  | 8  | 26 | 30 | -4  |
| 11. | Deportivo Pereira      | 27  | 22 | 8  | 3  | 11 | 26 | 34 | -8  |
| 12. | Atlético Nacional      | 26  | 22 | 7  | 5  | 10 | 18 | 28 | -10 |
| 13. | Real Cartagena         | 25  | 22 | 7  | 4  | 11 | 23 | 28 | -5  |
| 14. | Atlético Huila         | 22  | 22 | 6  | 4  | 12 | 28 | 40 | -12 |
| 15. | Atlético Bucaramanga   | 22  | 22 | 4  | 10 | 8  | 10 | 18 | -8  |
| 16. | Deportivo Pasto        | 21  | 22 | 5  | 6  | 11 | 23 | 34 | -11 |

 Pts=Puntos; PJ=Partidos jugados; G=Partidos ganados; E=Partidos empatados; P=Partidos perdidos; GF=Goles a favor; GC=Goles en contra; DIF=Diferencia de gol
|  | Ganador del Torneo Apertura y clasificado a la Copa Libertadores 2002. |

## Torneo Finalización
| Pos | Equipo                 | Pts | PJ | PG | PE | PP | GF | GC | Dif |
| --- | ---------------------- | --- | -- | -- | -- | -- | -- | -- | --- |
| 1.  | Once Caldas            | 43  | 22 | 12 | 7  | 3  | 36 | 16 | 20  |
| 2.  | Millonarios            | 37  | 22 | 11 | 4  | 7  | 37 | 31 | 6   |
| 3.  | Atlético Nacional      | 37  | 22 | 10 | 7  | 5  | 30 | 18 | 12  |
| 4.  | Deportivo Cali         | 36  | 22 | 10 | 6  | 6  | 34 | 25 | 9   |
| 5.  | América de Cali        | 35  | 22 | 10 | 5  | 7  | 31 | 23 | 8   |
| 6.  | Deportivo Pasto        | 35  | 22 | 9  | 8  | 5  | 21 | 27 | -6  |
| 7.  | Envigado F. C.         | 33  | 22 | 9  | 6  | 7  | 37 | 36 | 1   |
| 8.  | Deportes Tolima        | 32  | 22 | 8  | 8  | 6  | 28 | 24 | 4   |
| 9.  | Independiente Santa Fe | 29  | 22 | 9  | 2  | 11 | 29 | 29 | 0   |
| 10. | Independiente Medellín | 29  | 22 | 8  | 5  | 9  | 24 | 23 | 1   |
| 11. | Deportivo Pereira      | 26  | 22 | 7  | 5  | 10 | 19 | 31 | -12 |
| 12. | Junior de Barranquilla | 25  | 22 | 6  | 7  | 9  | 27 | 29 | -2  |
| 13. | Cortuluá               | 23  | 22 | 5  | 8  | 9  | 23 | 28 | -5  |
| 14. | Real Cartagena         | 21  | 22 | 4  | 9  | 9  | 20 | 31 | -11 |
| 15. | Atlético Huila         | 20  | 22 | 5  | 5  | 12 | 20 | 36 | -16 |
| 16. | Atlético Bucaramanga   | 18  | 22 | 4  | 6  | 12 | 17 | 26 | -9  |

 Pts=Puntos; PJ=Partidos jugados; G=Partidos ganados; E=Partidos empatados; P=Partidos perdidos; GF=Goles a favor; GC=Goles en contra; DIF=Diferencia de gol
|  | Ganador del Torneo Finalización y clasificado a la Copa Libertadores 2002. |

## Tabla de reclasificación
En la tabla de reclasificación se resume todos los partidos jugados por los 16 equipos entre los meses de febrero y noviembre en los torneos Apertura y Finalización.
| Pos | Equipo                 | Pts | PJ | PG | PE | PP | GF | GC | Dif |
| --- | ---------------------- | --- | -- | -- | -- | -- | -- | -- | --- |
| 1.  | Once Caldas            | 81  | 44 | 23 | 12 | 9  | 71 | 43 | 28  |
| 2.  | Deportivo Cali         | 74  | 44 | 21 | 11 | 12 | 65 | 46 | 19  |
| 3.  | América de Cali        | 68  | 44 | 20 | 8  | 16 | 68 | 62 | 6   |
| 4.  | Deportes Tolima        | 68  | 44 | 19 | 11 | 14 | 62 | 52 | 10  |
| 5.  | Millonarios            | 65  | 44 | 19 | 8  | 17 | 66 | 54 | 12  |
| 6.  | Cortuluá               | 65  | 44 | 17 | 14 | 13 | 53 | 47 | 6   |
| 7.  | Independiente Santa Fe | 63  | 44 | 18 | 9  | 17 | 57 | 52 | 5   |
| 8.  | Independiente Medellín | 63  | 44 | 17 | 12 | 15 | 64 | 48 | 16  |
| 9.  | Atlético Nacional      | 63  | 44 | 17 | 12 | 15 | 48 | 46 | 2   |
| 10. | Envigado F. C.         | 61  | 44 | 16 | 13 | 15 | 63 | 66 | -3  |
| 11. | Atlético Junior        | 56  | 44 | 14 | 14 | 16 | 49 | 52 | -3  |
| 12. | Deportivo Pasto        | 56  | 44 | 14 | 14 | 16 | 44 | 61 | -17 |
| 13. | Deportivo Pereira      | 53  | 44 | 15 | 8  | 21 | 45 | 65 | -20 |
| 14. | Real Cartagena         | 46  | 44 | 11 | 13 | 20 | 43 | 59 | -16 |
| 15. | Atlético Huila         | 42  | 44 | 11 | 9  | 24 | 48 | 76 | -28 |
| 16. | Atlético Bucaramanga   | 40  | 44 | 8  | 16 | 20 | 27 | 44 | -17 |

 Pts=Puntos; PJ=Partidos jugados; G=Partidos ganados; E=Partidos empatados; P=Partidos perdidos; GF=Goles a favor; GC=Goles en contra; DIF=Diferencia de gol
|  | Clasificado para los cuadrangulares semifinales.                                                              |
|  | Clasificado para los cuadrangulares semifinales y la Copa Libertadores 2002, ganador del Torneo Apertura.     |
|  | Clasificado para los cuadrangulares semifinales y la Copa Libertadores 2002, ganador del Torneo Finalización. |
|  | Eliminado. |
|  | Zona de descenso para la Categoría Primera B por promedio.                                                    |

## Cuadrangulares semifinales
La tercera fase del Campeonato colombiano 2001 consiste en los cuadrangulares semifinales. Estos los disputan los ocho mejores equipos de todo el año, distribuidos en dos grupos de cuatro equipos divididos en pares e impares. Los ganadores de cada grupo se enfrentan en la gran final para definir al campeón.

### Grupo A
| R   | Pos | Equipo                 | Pts | PJ | PG | PE | PP | GF | GC | Dif |
| --- | --- | ---------------------- | --- | -- | -- | -- | -- | -- | -- | --- |
| (3) | 1.  | América de Cali        | 10  | 6  | 2  | 4  | 0  | 8  | 5  | 3   |
| (1) | 2.  | Once Caldas            | 9   | 6  | 2  | 3  | 1  | 10 | 10 | 0   |
| (7) | 3.  | Independiente Santa Fe | 8   | 6  | 1  | 5  | 0  | 6  | 4  | 2   |
| (5) | 4.  | Millonarios            | 2   | 6  | 0  | 2  | 4  | 3  | 8  | -5  |

 R=Clasificación en la fase de todos contra todos; Pts=Puntos; PJ=Partidos jugados; G=Partidos ganados; E=Partidos empatados; P=Partidos perdidos; GF=Goles a favor; GC=Goles en contra; DIF=Diferencia de gol
 R=Clasificación en la fase de todos contra todos; Pts=Puntos; PJ=Partidos jugados; G=Partidos ganados; E=Partidos empatados; P=Partidos perdidos; GF=Goles a favor; GC=Goles en contra; DIF=Diferencia de gol
| Fecha 1 - 18 de noviembre de 2001 | Fecha 1 - 18 de noviembre de 2001 | Fecha 1 - 18 de noviembre de 2001 |
| Local                             | Resultado                         | Visitante                         |
| --------------------------------- | --------------------------------- | --------------------------------- |
| Millonarios                       | 0 - 0                             | Santa Fe                          |
| América de Cali                   | 0 - 0                             | Once Caldas                       |

| Fecha 2 - 25 de noviembre de 2001 | Fecha 2 - 25 de noviembre de 2001 | Fecha 2 - 25 de noviembre de 2001 |
| Local                             | Resultado                         | Visitante                         |
| --------------------------------- | --------------------------------- | --------------------------------- |
| Once Caldas                       | 1 - 0                             | Millonarios                       |
| Santa Fe                          | 1 - 1                             | América de Cali                   |

| Fecha 3 - 2 de diciembre de 2001 | Fecha 3 - 2 de diciembre de 2001 | Fecha 3 - 2 de diciembre de 2001 |
| Local                            | Resultado                        | Visitante                        |
| -------------------------------- | -------------------------------- | -------------------------------- |
| Millonarios                      | 0 - 1                            | América de Cali                  |
| Once Caldas                      | 0 - 2                            | Santa Fe                         |

| Fecha 4 - 5 de diciembre de 2001 | Fecha 4 - 5 de diciembre de 2001 | Fecha 4 - 5 de diciembre de 2001 |
| Local                            | Resultado                        | Visitante                        |
| -------------------------------- | -------------------------------- | -------------------------------- |
| Santa Fe                         | 2 - 2                            | Once Caldas                      |
| América de Cali                  | 2 - 0                            | Millonarios                      |

| Fecha 5 - 9 de diciembre de 2001 | Fecha 5 - 9 de diciembre de 2001 | Fecha 5 - 9 de diciembre de 2001 |
| Local                            | Resultado                        | Visitante                        |
| -------------------------------- | -------------------------------- | -------------------------------- |
| Millonarios                      | 2 - 3                            | Once Caldas                      |
| América de Cali                  | 0 - 0                            | Santa Fe                         |

| Fecha 6 - 12 de diciembre de 2001 | Fecha 6 - 12 de diciembre de 2001 | Fecha 6 - 12 de diciembre de 2001 |
| Local                             | Resultado                         | Visitante                         |
| --------------------------------- | --------------------------------- | --------------------------------- |
| Santa Fe                          | 1 - 1                             | Millonarios                       |
| Once Caldas                       | 2 - 2                             | América de Cali                   |

### Grupo B
| R   | Pos | Equipo                 | Pts | PJ | PG | PE | PP | GF | GC | Dif |
| --- | --- | ---------------------- | --- | -- | -- | -- | -- | -- | -- | --- |
| (8) | 1.  | Independiente Medellín | 11  | 6  | 3  | 2  | 1  | 9  | 5  | 4   |
| (6) | 2.  | Cortuluá               | 10  | 6  | 3  | 1  | 2  | 5  | 5  | 0   |
| (2) | 3.  | Deportivo Cali         | 8   | 6  | 2  | 2  | 2  | 5  | 5  | 0   |
| (4) | 4.  | Deportes Tolima        | 4   | 6  | 1  | 1  | 4  | 5  | 9  | -4  |

 R=Clasificación en la fase de todos contra todos; Pts=Puntos; PJ=Partidos jugados; G=Partidos ganados; E=Partidos empatados; P=Partidos perdidos; GF=Goles a favor; GC=Goles en contra; DIF=Diferencia de gol
| Fecha 1 - 18 de noviembre de 2001 | Fecha 1 - 18 de noviembre de 2001 | Fecha 1 - 18 de noviembre de 2001 |
| Local                             | Resultado                         | Visitante                         |
| --------------------------------- | --------------------------------- | --------------------------------- |
| Deportes Tolima                   | 1 - 0                             | Deportivo Cali                    |
| Cortuluá                          | 1 - 0                             | Independiente Medellín            |

| Fecha 2 - 25 de noviembre de 2001 | Fecha 2 - 25 de noviembre de 2001 | Fecha 2 - 25 de noviembre de 2001 |
| Local                             | Resultado                         | Visitante                         |
| --------------------------------- | --------------------------------- | --------------------------------- |
| Deportivo Cali                    | 1 - 0                             | Cortuluá                          |
| Independiente Medellín            | 2 - 1                             | Deportes Tolima                   |

| Fecha 3 - 2 de diciembre de 2001 | Fecha 3 - 2 de diciembre de 2001 | Fecha 3 - 2 de diciembre de 2001 |
| Local                            | Resultado                        | Visitante                        |
| -------------------------------- | -------------------------------- | -------------------------------- |
| Cortuluá                         | 2 - 0                            | Deportes Tolima                  |
| Deportivo Cali                   | 2 - 2                            | Independiente Medellín           |

| Fecha 4 - 5 de diciembre de 2001 | Fecha 4 - 5 de diciembre de 2001 | Fecha 4 - 5 de diciembre de 2001 |
| Local                            | Resultado                        | Visitante                        |
| -------------------------------- | -------------------------------- | -------------------------------- |
| Deportes Tolima                  | 1 - 1                            | Cortuluá                         |
| Independiente Medellín           | 0 - 0                            | Deportivo Cali                   |

| Fecha 5 - 9 de diciembre de 2001 | Fecha 5 - 9 de diciembre de 2001 | Fecha 5 - 9 de diciembre de 2001 |
| Local                            | Resultado                        | Visitante                        |
| -------------------------------- | -------------------------------- | -------------------------------- |
| Cortuluá                         | 1 - 0                            | Deportivo Cali                   |
| Deportes Tolima                  | 1 - 2                            | Independiente Medellín           |

| Fecha 6 - 12 de diciembre de 2001 | Fecha 6 - 12 de diciembre de 2001 | Fecha 6 - 12 de diciembre de 2001 |
| Local                             | Resultado                         | Visitante                         |
| --------------------------------- | --------------------------------- | --------------------------------- |
| Deportivo Cali                    | 2 - 1                             | Deportes Tolima                   |
| Independiente Medellín            | 3 - 0                             | Cortuluá                          |

## Final
| Fecha                                                     | Ciudad   | Equipo local           | Resultado | Equipo visitante       |
| --------------------------------------------------------- | -------- | ---------------------- | --------- | ---------------------- |
| 16 de diciembre                                           | Medellín | Independiente Medellín | 0 - 1     | América de Cali        |
| 19 de diciembre                                           | Cali     | América de Cali        | 2 - 0     | Independiente Medellín |
| América de Cali es el campeón por marcador global de 3-0. |          |                        |           |                        |

|                                     |
| Bandera de Colombia                 |
| Campeón América de Cali 11.º título |

## Goleadores
| Jugador             | Equipo                            | Goles |
| ------------------- | --------------------------------- | ----- |
| Carlos Castro       | Millonarios                       | 29    |
| Jorge Horacio Serna | Independiente Medellín            | 29    |
| Julián Vásquez      | América de Cali                   | 24    |
| Sergio Galván       | Once Caldas                       | 23    |
| Iván Velásquez      | Deportes Tolima/Atlético Nacional | 20    |

## Clasificación a torneos internacionales
| Clasificado como | Copa Libertadores 2002 |
| ---------------- | ---------------------- |
| Colombia 1       | América de Cali        |
| Colombia 2       | Cortuluá               |
| Colombia 3       | Once Caldas            |

## Cambios de categoría
| Descendidos a Primera B | Ascendidos a Primera A |
| ----------------------- | ---------------------- |
| Ninguno                 | Deportes Quindío       |
| Ninguno                 | Unión Magdalena        |